# Conoterapia

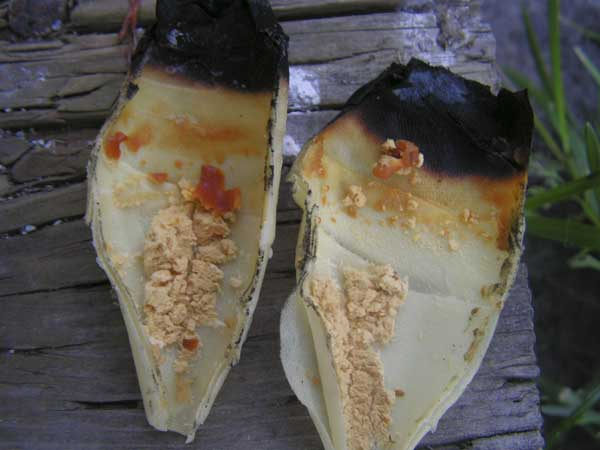
El material que aparece después de la conoterapia, supuestamente cerumen y toxinas, resulta ser simplemente un residuo de la propia vela.

La conoterapia, también llamada terapia termoauricular o de velas para limpieza de oídos, es una práctica pseudomédica la cual dice que mejora la salud auditiva y el bienestar general al encender un extremo de una vela hueca y colocar el otro extremo en el canal auditivo. La investigación médica ha demostrado que la práctica es peligrosa e inefectiva, no elimina el cerumen y no tiene beneficio alguno.

## Seguridad y efectividad
Edzard Ernst ha publicado opiniones críticas sobre el tema de las velas para los oídos, señalando: "No hay datos que sugieran que sean efectivas en el tratamiento de ninguna afección. Más aún, las velas para limpieza de oídos se han asociado con lesiones de oído. La ineludible conclusión es que las velas para oídos hacen más daño que bien. Su uso debe ser desalentado."
De acuerdo con la Administración de Drogas y Alimentos de los Estados Unidos (FDA por sus siglas en inglés), la conoterapia es en ocasiones promovida con afirmaciones de que la práctica puede "purificar la sangre" o "curar" el cáncer, pero "Health Canada" ha determinado que las velas no tienen ningún efecto en el oído ni ningún beneficio para la salud; en lugar de ello, crean un riesgo de lesiones, especialmente cuando se usan en niños.
En octubre de 2007, la FDA emitió una alerta documentando que las velas para los oídos (también conocidas como velas de conoterapia) son "peligrosas para la salud cuando se usan en la forma, la dosis, la frecuencia o duración, prescrita, recomendada o sugerida en el etiquetado de las mismas"..."ya que el uso de una vela encendida en la proximidad de la cara de una persona conlleva un alto riesgo de causar severas quemaduras en la piel y/o cabello así como daños en el oído medio".
Una publicación de 2007 en el diario científico Canadian Family Physician concluye: 

La conoterapia parece ser popular y se la publicita fuertemente con afirmaciones que podrían parecer científicas para los laicos. Sin embargo, su mecanismo de acción no se ha verificado, no se ha registrado de manera confiable ningún efecto clínico positivo y está asociada con riesgos considerables. No hay evidencia que sugiera que la conoterapia sea un tratamiento efectivo para ninguna condición médica. Sobre esta base, creemos que puede hacer más daño que beneficio y recomendamos que los médicos generales desalienten su uso.

Una publicación de 2007 en el diario científico American Family Physician dice: 

La conoterapia debe ser evitada. Se trata de una práctica en la cual una vela hueca se inserta en el canal auditivo externo y se enciende, con el paciente acostado sobre el oído opuesto. En teoría, la combinación de calor y succión debería eliminar la cera. Sin embargo, en una prueba, las velas para oídos no crearon succión ni eliminaron la cera, y en realidad llevaron a la oclusión del canal con cera de vela en personas que anteriormente tenían canales auditivos limpios. Los médicos generales pueden ver complicaciones por el uso de conoterapia, incluyendo oclusiones con cera de vela, quemaduras locales y la perforación de la membrana timpánica.

La clínica de otorrinolaringología de Spokane realizó una investigación en 1996 que concluyó que las velas para limpieza del oído usadas en conoterapia no producen vacío ni presión negativa y no son efectivas para eliminar la cera del canal auditivo. Varios estudios han demostrado que dichas velas producen el mismo residuo cuando se queman sin insertarlas en el oído y que el residuo es simplemente cera de vela y hollín.
Existen al menos dos casos registrados (hasta 2008) en los que el uso de conoterapia causó incendios, uno de los cuales resultó en una muerte.
Una encuesta a cirujanos de la clínica encontró que algunos de ellos habían tratado a personas con complicaciones debidas a la conoterapia, quemaduras siendo la complicación más usual.

## Procedimiento
El sujeto a ser tratado se recuesta de lado con el oído a ser tratado apuntando hacia arriba. La vela se coloca de forma vertical en este oído y se la puede poner a través de un plato de papel o papel de aluminio para proteger contra la cera caliente o ceniza que pudiese caer sobre el sujeto. Otra forma de llevar a cabo el procedimiento de la conoterapia consiste en que el sujeto se acueste boca arriba y la vela se coloque en el oído con una inclinación ascendente de 45 grados. Un plato con agua puede ser colocado al lado del sujeto debajo de la vela para que cenizas o cera caliente caigan en él. 
A continuación un extremo de la vela hueca es encendido, y el otro se coloca en la oreja del sujeto. La llama se corta ocasionalmente con tijeras y se apaga cuando llega a entre cinco y diez centímetros del paciente. 
Una sesión de conoterapia puede durar hasta una hora, durante la cual se pueden quemar una o dos velas en cada oreja. 
Los defensores del procedimiento afirman que la llama crea una presión negativa y extrae cera y residuos del canal auditivo, que aparecen como un residuo oscuro dentro de la parte no quemada de la vela.

## Regulaciones del producto
En Europa, algunas velas para conoterapia llevan la marca CE (93/42 / EEC), aunque esta marca es auto-emitida por el fabricante. Esta marca indica que el dispositivo está diseñado y fabricado para no poner en riesgo la seguridad de los pacientes, pero no se requieren pruebas independientes como prueba.
Si bien las velas para el oído están disponibles en los Estados Unidos, su venta o importación con afirmaciones de cualidades médicas es ilegal. Esto significa que no se pueden comercializar velas para conoterapia como productos que "diagnostiquen, curen, traten o prevengan cualquier enfermedad".
En un reporte, "Health Canada" declara que "No hay pruebas científicas que respalden las afirmaciones que el uso de la conoterapia tenga beneficios médicos. Sin embargo, hay amplitud de pruebas que la conoterapia es peligrosa". Dice también que, si bien algunas personas afirman que venden las velas "solo para fines de entretenimiento", el gobierno canadiense sostiene que no existe un uso razonable no médico y que, por lo tanto, cualquier venta de los dispositivos es ilegal en Canadá.
En un artículo publicado por Edzard Ernst en el diario científico "Journal of Laryngology & Otology", se calcula el costo de practicar conoterapia según la frecuencia de uso recomendada: Como cada vela cuesta $3.15 USD (ajustado para inflación), el costo anual del tratamiento ascendería a $ 982.00 USD (también ajustado para inflación). El autor llama a la práctica continua del tratamiento "un triunfo de la ignorancia sobre la ciencia... o quizás un triunfo de los intereses comerciales sobre el razonamiento médico".

## Origen
Aunque "Biosun", un fabricante de velas para conoterapia, se refiere a ellas como velas "Hopi" para los oídos, no existe tal tratamiento dentro de las prácticas de curación tradicionales Hopi. Vanessa Charles, oficial de relaciones públicas del Consejo Tribal Hopi, ha declarado que el uso de velas para los oídos "no es y nunca ha sido una práctica tradicional de la tribu Hopi o la gente Hopi". La tribu Hopi le ha pedido repetidamente a Biosun, el fabricante de las "velas Hopi para los oídos", que deje de usar el nombre Hopi.  Biosun no ha cumplido con esta solicitud y continúa afirmando que las velas para los oídos se originaron dentro de la tribu Hopi.
Muchos defensores de las velas para oídos afirman que el tratamiento se origina en la medicina tradicional china, egipcia o norteamericana. La mítica ciudad de la Atlántida también se cita como el origen de esta práctica.